# Xianyou
Xianyou (chinesisch 仙游县, Pinyin Xiānyóu Xiàn) ist ein Kreis der bezirksfreien Stadt Putian in der chinesischen Provinz Fujian. Der Name des Kreises Xianyou (= „Reise der Unsterblichen“) rührt daher, dass der Legende nach die neun Brüder der He-Familie hier als Karpfen in den Himmel aufgefahren sind. Die Kreisverwaltung hat ihren Sitz im Straßenviertel Licheng (鲤城街道), was so viel wie Karpfenstadt bedeutet. Xianyou hat eine Fläche von 1840 km² und 905.068 Einwohner (Stand: 2020).